# Бельмухтар, Мухтар
Мухтар Бельмухтар (род. 1 июня 1972) — алжирский полевой командир, один из лидеров международной террористической организации Аль-Каида.

## Биография
Родился в Гардая. Начал свою карьеру в Афганистане в 1991 году, где сражался в рядах моджахедов. В бою потерял левый глаз. Вернувшись в 1993 году в Алжир, он присоединился к ВИГ, а впоследствии организовал собственную исламистскую группировку (Аль-Каида в странах исламского Магриба). Находится в розыске за террористическую деятельность. Скрываясь от алжирских властей, он перебрался на север Мали. В 2013 году стал одним из инициаторов объединения «Движения за единство и джихад в Западной Африке» и бригады «Аль-Муляссамун» в единую организацию «Аль-Мурабитун», ставшую частью АКИМ.
Летом 2012 года поступали сообщения о смерти Бельмухтара (Reuters).
Бельмухтару приписывается дерзкий теракт в Алжире в январе 2013 года, в ходе которого погибло 34 иностранных сотрудников (Инцидент с заложниками в Ин-Аменас).
Сообщалось о его убийстве 2 марта 2013 года в Азаваде (Мали), но сведения впоследствии не подтвердились.
По сообщению правительства Ливии, Мухтар Бельмухтар убит на территории этой страны 14 июня 2015 года в результате авиаудара ВВС США. Это, однако, отрицает Аль-Каида и не подтверждает министерство обороны США.